# Suzhou River
Suzhou River (en chino, 苏州河; pinyin, Sūzhōu Hé) es una película dramática china dirigida y escrita por Lou Ye acerca de una trágica historia de amor ambientada en la Shanghái contemporánea. La película, aunque estilísticamente distinta, es típica de la sexta generación del cine chino, especialmente por recrear su historia en deteriorados ambientes urbanos. La cinta está protagonizada por Zhou Xun (interpretando a dos mujeres distintas) y por Jia Hongsheng como un hombre obsesionado por encontrar a una mujer de su pasado. Fue coproducida por la compañía alemana Essential Films y por la compañía china Dream Factory.
Aunque bien recibida en el extranjero, Suzhou River no fue exhibida en su natal China, ya que a Lou Ye se le prohibió hacer películas durante dos años después de proyectar su película en el Festival Internacional de Cine de Róterdam sin el permiso de las autoridades chinas.
Tras su lanzamiento, algunos críticos occidentales encontraron conexiones en la dirección con otras obras visuales. Algunos de ellos señalaron cómo el romanticismo urbano de la película reflejaba las obras del director de Hong Kong Wong Kar-wai. Otros vieron una conexión con Wong en la fotografía de Wang Yu, especialmente por el uso de la cámara de mano, similar al utilizado por Wong en el filme Chungking Express.

## Sinopsis
La historia sigue las vidas transitorias de cuatro personas en los márgenes de la sociedad china. El río Suzhou, que fluye a través de Shanghái, es un lugar lleno de caos y pobreza. Mardar, un mensajero de motocicletas de unos veinte años, viaja por toda la ciudad con todo tipo de paquetes para sus clientes. Un día, un sombrío traficante de alcohol le pide que le entregue a su hija Moudan, de 16 años, a su tía. Mardar y Moudan empiezan una relación sentimental que pronto se ve truncada por el suicidio de Moudan, que se arroja al río Suzhou. Mardar ahora es sospechoso de asesinato. Cuando un par de años más tarde sale de la cárcel, conoce a una bailarina llamada Meimei, con un increíble parecido a Moudan.

## Reparto

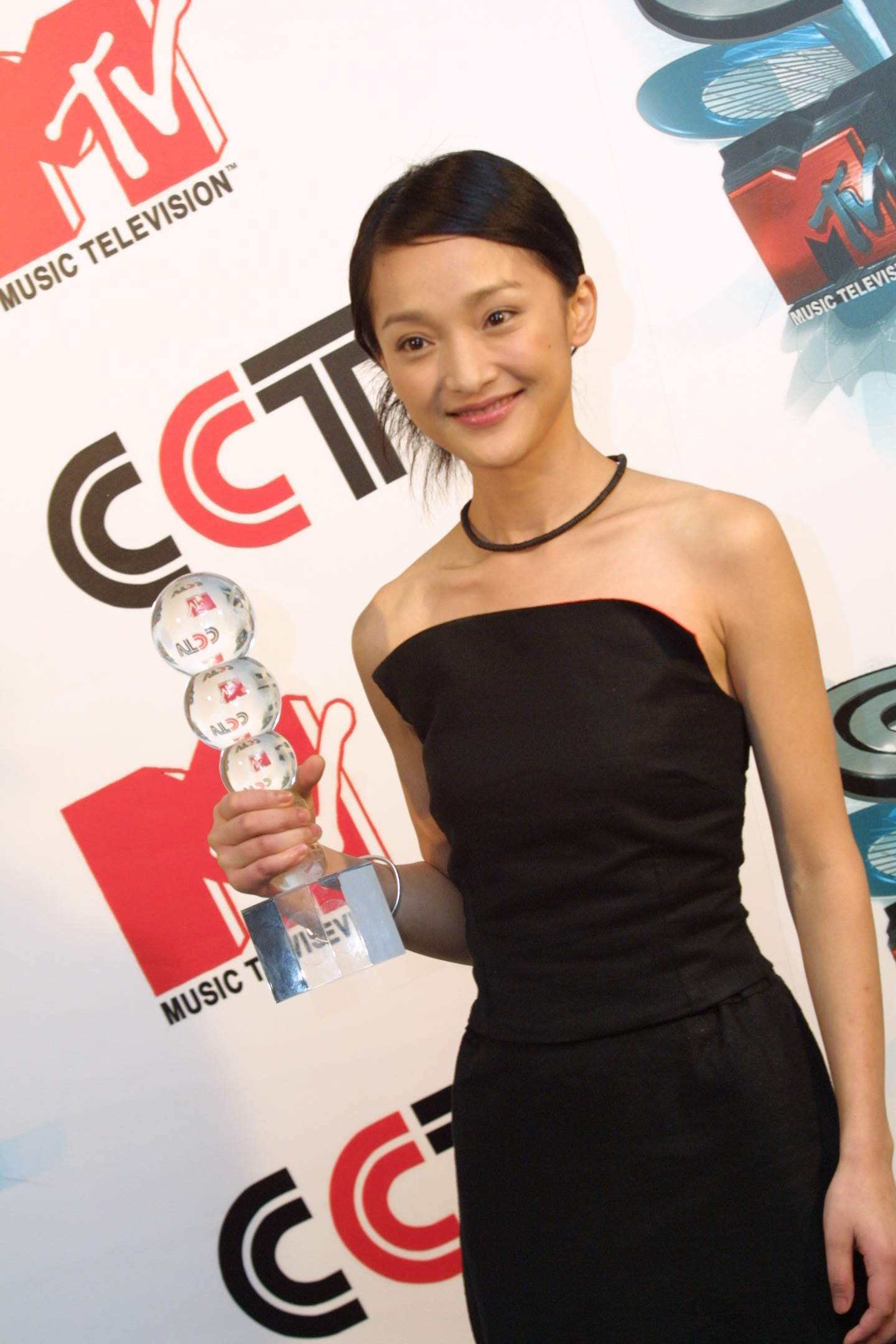
Zhou Xun interpretó un papel dual en la película.

- Jia Hongsheng es Mardar (马达 Mǎdá), un joven repartidor.
- Zhou Xun es Moudan (牡丹 Mǔdan)/Meimei (美美 Měiměi). El doble papel de Zhou Xun requirió que ella interpretara tanto a Moudan como a Meimei.
- Hua Zhongkai es Lao B (老/B Lǎo B), el narrador de la cinta que nunca aparece ante la cámara.
- Nai An es Xiao Hong (萧红 Xiāo Hóng), antigua amante de Mardar.[2]

## Recepción
Muchos críticos alabaron a Suzhou River como una de las mejores películas de la sexta generación del cine chino. Otros la compararon con los trabajos de reputados directores como Alfred Hitchcock y Wong Kar-wai. El Instituto de Cine Británico nombró a Suzhou River la película del mes en diciembre de 2000, afirmando que «al final, es difícil no dejarse arrastrar por la fuerte corriente del río Suzhou; un enigma seductor y atmosférico que funciona agradablemente como un ejercicio de narración». Otros críticos escribieron elogios similares, pero encontraron la trama un tanto deficiente. J. Hoberman alabó su estilo: «Filmada con una cámara nerviosa y tintineante, Suzhou River es un agradable ejercicio visual. Los llamativos cortes y los primeros planos descontrolados desmienten una pieza de trabajo extremadamente bien editada, incluso flexible». Sin embargo, también afirmó que «la narrativa en Suzhou River no es demasiado convincente».
En Rotten Tomatoes el filme cuenta con un 89 % de índice aprobatorio. En Metacritic tiene una puntuación de 76 sobre 100, indicando «reseñas generalmente favorables».